# Пам'ятки Мирнограда
У місті Мирнограді (до 2016 — Димитров) Донецької області на обліку перебуває 22 пам'ятки історії.

## Пам'ятки історії
| № пп | Охорон. номер | Найменування пам’ятки                                         | Місцезнаходження пам’ятки                                  | Рік встановлення                | Автор                                                | Рішення                                                                         |
| ---- | ------------- | ------------------------------------------------------------- | ---------------------------------------------------------- | ------------------------------- | ---------------------------------------------------- | ------------------------------------------------------------------------------- |
| 1.   | 436           | Братська могила радянських воїнів Південно-Західного фронту   | пров. Лікарний, 3.                                         | 1975 р.                         | -                                                    | 17.12.1969 р. № 724                                                             |
| 2    | 435           | Братська могила радянських військовополонених                 | вул. Соборна, 114.                                         | 1950 р.                         | -                                                    | 17.12.1969 р. № 724                                                             |
| 4    | 438           | Братська могила радянських військовополонених                 | вул. Кар'єрна, 22.                                         | 1953 р.                         |                                                      | 17.12.1969 р. № 724                                                             |
| 5    | 439           | Братська могила радянських військовополонених                 | пров. Стандартний, школа № 9                               | 1953 р.                         |                                                      | 17.12.1969 р. № 724                                                             |
| 6    | 469           | Пам'ятник Бридьку І. І., двічі Герою Соціалістичної Праці.    | вул. Бридька, 8.                                           | 1965 р.                         | Скульптор: Агібалов В. І. Архітектор: Страшнов А. П. | Указ Президії ВР СРСР від 28.04.1957 р., Постанова РМ УРСР № 711 від 21.07.1965 |
| 7    | 443           | Братська могила підпільників, партизанів і радянських воїнів. | вул. Бридька, 8.                                           | 1953 р рек. 1968 р рек. 1992 р. |                                                      | 17.12.1969 р. № 724                                                             |
| 8    | 3242          | Могила Брудіна С.О, воїна-афганця, рядового.                  | вул. Руднична, 34. цвинтар «Сєвєрноє», праворуч від входу. | 1985 р.                         |                                                      | 14.07.1993 р. № 419                                                             |
| 9    | 3243          | Могила П'ятихатки Ю. А, воїна-афганця, рядового.              | вул. Руднична, 34. цвинтар «Північний», ліворуч від входу. | 1984 р.                         |                                                      | 14.07.1993 р. № 419                                                             |
| 10   | 3241          | Могила Аксьонова О. В, воїна-афганця, рядового.               | вул. Гоголя, 78, цвинтар "Озєрки".                         | 1986 р.                         |                                                      | 14.07.1993 р. № 419                                                             |
| 11   | 442           | Братська могила радянських воїнів і підпільників.             | вул. Руднична, 34, цвинтар «Сєвєрноє».                     | 1975 р.                         | -                                                    | 17.12.1969 р. № 724                                                             |
| 12   | 440           | Братська могила радянських воїнів Південно-Західного фронту.  | вул. Руднична, 34, цвинтар «Сєвєрноє» центр. част.         | 1949 р.рек. 1975 р.             | -                                                    | 17.12.1969 р. № 724                                                             |
| 13   | 441           | Братська могила радянських воїнів Південно-Західного фронту.  | вул. Руднична, 34, цвинтар «Сєвєрноє» південна частина.    | 1975 р.                         | -                                                    | 17.12.1969 р № 724                                                              |
| 14   | 422           | Братська могила борців за Радянську владу.                    | вул. Руднична, 34, цвинтар «Сєвєрноє» центр. част.         | 1956 р рек. 1975 р              | -                                                    |                                                                                 |
| 15   | 471           | Братська могила радянських воїнів і партизан.                 | вул. Руднична, 34, цвинтар «Сєвєрноє».                     | 1962 р.                         | -                                                    |                                                                                 |
| 16   | 437           | Братська могила радянських воїнів Південно-Західного фронту   | вул. Янтарна, 13.                                          | 1953 р. рек. 1992 р.            | Скульптор: Бринь Л. А. Архітектор: Шеховцов В. М.    | 17.12.1969 р. № 724                                                             |
| 17.  | 444           | Пам'ятник воїнам-землякам                                     | вул. Дарко, 13.                                            | 1967 р                          | -                                                    | 17.12.1969р № 724                                                               |
| 18.  | 454           | Пам'ятник воїнам-визволителям                                 | вул. Гірнична, 9.                                          | 1965 р                          | -                                                    | 5.09. 1973 р. № 475                                                             |
| 19.  |               | Пам’ятник-бюст Т.Г. Шевченку                                  | м-н «Західний», площа біля к-ру «Софія».                   | 2016 р.                         |                                                      |                                                                                 |
| 20.  |               | Пам’ятний знак «Мирноградським шахтарям присвячується…»       | м-н «Західний», вул. Мухамадєєва.                          | 2016 р.                         |                                                      |                                                                                 |